# 1638 v. Chr.
Portal Geschichte | Portal Biografien | Aktuelle Ereignisse | Jahreskalender | Tagesartikel

◄ |
18. Jahrhundert v. Chr. |
17. Jahrhundert v. Chr. |
16. Jahrhundert v. Chr. |
►

1620er v. Chr. |
1610er v. Chr. |
►

1638 v. Chr. |
1637 v. Chr. |
1636 v. Chr. |
1635 v. Chr. |
► |
►►

## Ereignisse

### Babylonien
- Mögliches 8. Regierungsjahr des Ammi-saduqa:
  - „Venus verschwindet im Osten am 27. Addaru“.
  - Venusaufgang am 17. März gegen 5:41 Uhr (27. Addaru: 16.–17. März); Sonnenaufgang gegen 6:08 Uhr.[1]
- Mögliches 9. Regierungsjahr des Ammi-saduqa:
  - Im babylonischen Kalender fällt das babylonische Neujahr des 1. Nisannu auf den 20.–21. März[1], der Vollmond im Nisannu auf den 1.–2. April[1], der 1. Simanu auf den 17.–18. Mai[1] und der 1. Tašritu auf den 12.–13. September[1].
  - „Venus erscheint nach 2 Monaten und 16 Tagen wieder im Westen am 13. Simanu“.
  - Venusuntergang am 29. Mai gegen 19:25 Uhr (13. Simanu: 29.–30. Mai); Sonnenuntergang gegen 18:56 Uhr.[1]